# Colorado Classic 2018
La Colorado Classic 2018 est la 2e édition de cette course cycliste par étapes masculine. Elle a lieu aux États-Unis du 16 au 19 août 2018. Elle se déroule entre Vail et Denver, dans le Colorado, sur un parcours de 395,8 km et fait partie du calendrier UCI America Tour 2018 en catégorie 2.HC.

## Présentation

### Parcours
La Colorado Classic est tracée sur quatre étapes pour une distance totale de 395,8 kilomètres.

### Équipes
Quinze équipes participent à la course - 4 UCI WorldTeams, 5 équipes continentales professionnelles, 5 équipes continentales et la sélection du Rwanda :
| WorldTeams (4)- EF Education First-Drapac p/b Cannondale - Lotto NL-Jumbo - Mitchelton-Scott - Trek-Segafredo Équipes continentales professionnelles (5)- Hagens Berman Axeon - Holowesko-Citadel - Israel Cycling Academy - Rally Cycling - UnitedHealthcare Équipes continentales (5)- 303Project - Aevolo - Elevate-KHS Pro Cycling - Jelly Belly p/b Maxxis - Silber Pro Cycling Équipe nationale- Rwanda |
| |

## Étapes
| Étape     | Date    | Villes étapes   | type                     | Distance (km) | Vainqueur d'étape | Leader du classement général |
| --------- | ------- | --------------- | ------------------------ | ------------- | ----------------- | ---------------------------- |
| 1re étape | 16 août | Vail – Vail     | étape vallonnée          | 103,2         | Gage Hecht        | Gage Hecht                   |
| 2e étape  | 17 août | Vail – Vail     | contre-la-montre en côte | 15,9          | Gavin Mannion     | Gavin Mannion                |
| 3e étape  | 18 août | Denver – Denver | étape de montagne        | 161,9         | Pascal Eenkhoorn  | Gavin Mannion                |
| 4e étape  | 19 août | Denver – Denver | étape de plaine          | 114,8         | Travis McCabe     | Gavin Mannion                |

## Déroulement de la course

### 1reétape
| \| Classement de l'étape \| Classement de l'étape \| Classement de l'étape \| Classement de l'étape \| Classement de l'étape \| \| Coureur \| Coureur \| Pays \| Équipe \| Temps \| \| --------------------- \| --------------------- \| --------------------- \| ------------------------- \| --------------------- \| \| 1er \| Gage Hecht \| États-Unis \| Aevolo \| 2 h 32 min 56 s \| \| 2e \| Travis McCabe \| États-Unis \| UnitedHealthcare \| + 6 s \| \| 3e \| Joseph Lewis \| Australie \| Holowesko Citadel \| + 6 s \| \| 4e \| Serghei Țvetcov \| Roumanie \| UnitedHealthcare \| + 6 s \| \| 5e \| Christopher Blevins \| États-Unis \| Hagens Berman Axeon \| + 6 s \| \| 6e \| Tyler Magner \| États-Unis \| Rally Cycling \| + 6 s \| \| 7e \| Michael Hernandez \| États-Unis \| Aevolo \| + 6 s \| \| 8e \| Edwin Ávila \| Colombie \| Israel Cycling Academy \| + 6 s \| \| 9e \| Toms Skujiņš \| Lettonie \| Trek-Segafredo \| + 6 s \| \| 10e \| Taylor Phinney \| États-Unis \| EF Education First-Drapac \| + 6 s \| |                     |            |                           |                 |
| |                     |            |                           |                 |
| Source : ProCyclingStats |                     |            |                           |                 |
| Classement de l'étape |                     |            |                           |                 |
| Coureur | Coureur             | Pays       | Équipe                    | Temps           |
| 1er | Gage Hecht          | États-Unis | Aevolo                    | 2 h 32 min 56 s |
| 2e | Travis McCabe       | États-Unis | UnitedHealthcare          | + 6 s           |
| 3e | Joseph Lewis        | Australie  | Holowesko Citadel         | + 6 s           |
| 4e | Serghei Țvetcov     | Roumanie   | UnitedHealthcare          | + 6 s           |
| 5e | Christopher Blevins | États-Unis | Hagens Berman Axeon       | + 6 s           |
| 6e | Tyler Magner        | États-Unis | Rally Cycling             | + 6 s           |
| 7e | Michael Hernandez   | États-Unis | Aevolo                    | + 6 s           |
| 8e | Edwin Ávila         | Colombie   | Israel Cycling Academy    | + 6 s           |
| 9e | Toms Skujiņš        | Lettonie   | Trek-Segafredo            | + 6 s           |
| 10e | Taylor Phinney      | États-Unis | EF Education First-Drapac | + 6 s           |

| \| Classement général \| Classement général \| Classement général \| Classement général \| Classement général \| \| Coureur \| Coureur \| Pays \| Équipe \| Temps \| \| ------------------ \| ------------------- \| ------------------ \| ------------------- \| ------------------ \| \| 1er \| Gage Hecht \| États-Unis \| Aevolo \| 2 h 32 min 44 s \| \| 2e \| Travis McCabe \| États-Unis \| UnitedHealthcare \| + 12 s \| \| 3e \| Joseph Lewis \| Australie \| Holowesko Citadel \| + 14 s \| \| 4e \| Alexander Cataford \| Canada \| UnitedHealthcare \| + 14 s \| \| 5e \| Pascal Eenkhoorn \| Pays-Bas \| LottoNL-Jumbo \| + 15 s \| \| 6e \| Niklas Eg \| Danemark \| Trek-Segafredo \| + 15 s \| \| 7e \| Serghei Țvetcov \| Roumanie \| UnitedHealthcare \| + 18 s \| \| 8e \| Christopher Blevins \| États-Unis \| Hagens Berman Axeon \| + 18 s \| \| 9e \| Tyler Magner \| États-Unis \| Rally Cycling \| + 18 s \| \| 10e \| Michael Hernandez \| États-Unis \| Aevolo \| + 18 s \| |                     |            |                     |                 |
| |                     |            |                     |                 |
| Source : ProCyclingStats |                     |            |                     |                 |
| Classement général |                     |            |                     |                 |
| Coureur | Coureur             | Pays       | Équipe              | Temps           |
| 1er | Gage Hecht          | États-Unis | Aevolo              | 2 h 32 min 44 s |
| 2e | Travis McCabe       | États-Unis | UnitedHealthcare    | + 12 s          |
| 3e | Joseph Lewis        | Australie  | Holowesko Citadel   | + 14 s          |
| 4e | Alexander Cataford  | Canada     | UnitedHealthcare    | + 14 s          |
| 5e | Pascal Eenkhoorn    | Pays-Bas   | LottoNL-Jumbo       | + 15 s          |
| 6e | Niklas Eg           | Danemark   | Trek-Segafredo      | + 15 s          |
| 7e | Serghei Țvetcov     | Roumanie   | UnitedHealthcare    | + 18 s          |
| 8e | Christopher Blevins | États-Unis | Hagens Berman Axeon | + 18 s          |
| 9e | Tyler Magner        | États-Unis | Rally Cycling       | + 18 s          |
| 10e | Michael Hernandez   | États-Unis | Aevolo              | + 18 s          |

### 2eétape
| \| Classement de l'étape \| Classement de l'étape \| Classement de l'étape \| Classement de l'étape \| Classement de l'étape \| \| Coureur \| Coureur \| Pays \| Équipe \| Temps \| \| --------------------- \| --------------------- \| --------------------- \| ------------------------- \| --------------------- \| \| 1er \| Gavin Mannion \| États-Unis \| UnitedHealthcare \| 25 min 41 s \| \| 2e \| Serghei Țvetcov \| Roumanie \| UnitedHealthcare \| + 11 s \| \| 3e \| Hugh Carthy \| Royaume-Uni \| EF Education First-Drapac \| + 21 s \| \| 4e \| Joe Dombrowski \| États-Unis \| EF Education First-Drapac \| + 25 s \| \| 5e \| Damien Howson \| Australie \| Mitchelton-Scott \| + 27 s \| \| 6e \| Daniel Martínez \| Colombie \| EF Education First-Drapac \| + 29 s \| \| 7e \| James Piccoli \| Canada \| Elevate-KHS Pro Cycling \| + 42 s \| \| 8e \| Rob Britton \| Canada \| Rally Cycling \| + 48 s \| \| 9e \| Toms Skujiņš \| Lettonie \| Trek-Segafredo \| + 51 s \| \| 10e \| Alexander Cataford \| Canada \| UnitedHealthcare \| + 53 s \| |                    |             |                           |             |
| |                    |             |                           |             |
| Source : ProCyclingStats |                    |             |                           |             |
| Classement de l'étape |                    |             |                           |             |
| Coureur | Coureur            | Pays        | Équipe                    | Temps       |
| 1er | Gavin Mannion      | États-Unis  | UnitedHealthcare          | 25 min 41 s |
| 2e | Serghei Țvetcov    | Roumanie    | UnitedHealthcare          | + 11 s      |
| 3e | Hugh Carthy        | Royaume-Uni | EF Education First-Drapac | + 21 s      |
| 4e | Joe Dombrowski     | États-Unis  | EF Education First-Drapac | + 25 s      |
| 5e | Damien Howson      | Australie   | Mitchelton-Scott          | + 27 s      |
| 6e | Daniel Martínez    | Colombie    | EF Education First-Drapac | + 29 s      |
| 7e | James Piccoli      | Canada      | Elevate-KHS Pro Cycling   | + 42 s      |
| 8e | Rob Britton        | Canada      | Rally Cycling             | + 48 s      |
| 9e | Toms Skujiņš       | Lettonie    | Trek-Segafredo            | + 51 s      |
| 10e | Alexander Cataford | Canada      | UnitedHealthcare          | + 53 s      |

| \| Classement général \| Classement général \| Classement général \| Classement général \| Classement général \| \| Coureur \| Coureur \| Pays \| Équipe \| Temps \| \| ------------------ \| ------------------ \| ------------------ \| ------------------------- \| ------------------ \| \| 1er \| Gavin Mannion \| États-Unis \| UnitedHealthcare \| 2 h 58 min 43 s \| \| 2e \| Serghei Țvetcov \| Roumanie \| UnitedHealthcare \| + 11 s \| \| 3e \| Hugh Carthy \| Royaume-Uni \| EF Education First-Drapac \| + 21 s \| \| 4e \| Joe Dombrowski \| États-Unis \| EF Education First-Drapac \| + 25 s \| \| 5e \| Damien Howson \| Australie \| Mitchelton-Scott \| + 27 s \| \| 6e \| Daniel Martínez \| Colombie \| EF Education First-Drapac \| + 29 s \| \| 7e \| James Piccoli \| Canada \| Elevate-KHS Pro Cycling \| + 42 s \| \| 8e \| Rob Britton \| Canada \| Rally Cycling \| + 48 s \| \| 9e \| Alexander Cataford \| Canada \| UnitedHealthcare \| + 49 s \| \| 10e \| Toms Skujiņš \| Lettonie \| Trek-Segafredo \| + 51 s \| |                    |             |                           |                 |
| |                    |             |                           |                 |
| Source : ProCyclingStats |                    |             |                           |                 |
| Classement général |                    |             |                           |                 |
| Coureur | Coureur            | Pays        | Équipe                    | Temps           |
| 1er | Gavin Mannion      | États-Unis  | UnitedHealthcare          | 2 h 58 min 43 s |
| 2e | Serghei Țvetcov    | Roumanie    | UnitedHealthcare          | + 11 s          |
| 3e | Hugh Carthy        | Royaume-Uni | EF Education First-Drapac | + 21 s          |
| 4e | Joe Dombrowski     | États-Unis  | EF Education First-Drapac | + 25 s          |
| 5e | Damien Howson      | Australie   | Mitchelton-Scott          | + 27 s          |
| 6e | Daniel Martínez    | Colombie    | EF Education First-Drapac | + 29 s          |
| 7e | James Piccoli      | Canada      | Elevate-KHS Pro Cycling   | + 42 s          |
| 8e | Rob Britton        | Canada      | Rally Cycling             | + 48 s          |
| 9e | Alexander Cataford | Canada      | UnitedHealthcare          | + 49 s          |
| 10e | Toms Skujiņš       | Lettonie    | Trek-Segafredo            | + 51 s          |

### 3eétape
| \| Classement de l'étape \| Classement de l'étape \| Classement de l'étape \| Classement de l'étape \| Classement de l'étape \| \| Coureur \| Coureur \| Pays \| Équipe \| Temps \| \| --------------------- \| --------------------- \| --------------------- \| ----------------------- \| --------------------- \| \| 1er \| Pascal Eenkhoorn \| Pays-Bas \| LottoNL-Jumbo \| 3 h 42 min 54 s \| \| 2e \| Edwin Ávila \| Colombie \| Israel Cycling Academy \| + 0 s \| \| 3e \| Gavin Mannion \| États-Unis \| UnitedHealthcare \| + 0 s \| \| 4e \| Joseph Lewis \| Australie \| Holowesko Citadel \| + 0 s \| \| 5e \| Pier-André Côté \| Canada \| Silber Pro Cycling \| + 0 s \| \| 6e \| Lucas Hamilton \| Australie \| Mitchelton-Scott \| + 0 s \| \| 7e \| Ryan Roth \| Canada \| Silber Pro Cycling \| + 0 s \| \| 8e \| Eder Frayre \| Mexique \| Elevate-KHS Pro Cycling \| + 0 s \| \| 9e \| Sean Bennett \| États-Unis \| Hagens Berman Axeon \| + 0 s \| \| 10e \| Maarten Wynants \| Belgique \| LottoNL-Jumbo \| + 0 s \| |                  |            |                         |                 |
| |                  |            |                         |                 |
| Source : ProCyclingStats |                  |            |                         |                 |
| Classement de l'étape |                  |            |                         |                 |
| Coureur | Coureur          | Pays       | Équipe                  | Temps           |
| 1er | Pascal Eenkhoorn | Pays-Bas   | LottoNL-Jumbo           | 3 h 42 min 54 s |
| 2e | Edwin Ávila      | Colombie   | Israel Cycling Academy  | + 0 s           |
| 3e | Gavin Mannion    | États-Unis | UnitedHealthcare        | + 0 s           |
| 4e | Joseph Lewis     | Australie  | Holowesko Citadel       | + 0 s           |
| 5e | Pier-André Côté  | Canada     | Silber Pro Cycling      | + 0 s           |
| 6e | Lucas Hamilton   | Australie  | Mitchelton-Scott        | + 0 s           |
| 7e | Ryan Roth        | Canada     | Silber Pro Cycling      | + 0 s           |
| 8e | Eder Frayre      | Mexique    | Elevate-KHS Pro Cycling | + 0 s           |
| 9e | Sean Bennett     | États-Unis | Hagens Berman Axeon     | + 0 s           |
| 10e | Maarten Wynants  | Belgique   | LottoNL-Jumbo           | + 0 s           |

| \| Classement général \| Classement général \| Classement général \| Classement général \| Classement général \| \| Coureur \| Coureur \| Pays \| Équipe \| Temps \| \| ------------------ \| ------------------ \| ------------------ \| ------------------------- \| ------------------ \| \| 1er \| Gavin Mannion \| États-Unis \| UnitedHealthcare \| 6 h 41 min 33 s \| \| 2e \| Serghei Țvetcov \| Roumanie \| UnitedHealthcare \| + 15 s \| \| 3e \| Hugh Carthy \| Royaume-Uni \| EF Education First-Drapac \| + 22 s \| \| 4e \| Joe Dombrowski \| États-Unis \| EF Education First-Drapac \| + 29 s \| \| 5e \| Damien Howson \| Australie \| Mitchelton-Scott \| + 30 s \| \| 6e \| Daniel Martínez \| Colombie \| EF Education First-Drapac \| + 33 s \| \| 7e \| James Piccoli \| Canada \| Elevate-KHS Pro Cycling \| + 46 s \| \| 8e \| Toms Skujiņš \| Lettonie \| Trek-Segafredo \| + 52 s \| \| 9e \| Rob Britton \| Canada \| Rally Cycling \| + 52 s \| \| 10e \| Alexander Cataford \| Canada \| UnitedHealthcare \| + 53 s \| |                    |             |                           |                 |
| |                    |             |                           |                 |
| Source : ProCyclingStats |                    |             |                           |                 |
| Classement général |                    |             |                           |                 |
| Coureur | Coureur            | Pays        | Équipe                    | Temps           |
| 1er | Gavin Mannion      | États-Unis  | UnitedHealthcare          | 6 h 41 min 33 s |
| 2e | Serghei Țvetcov    | Roumanie    | UnitedHealthcare          | + 15 s          |
| 3e | Hugh Carthy        | Royaume-Uni | EF Education First-Drapac | + 22 s          |
| 4e | Joe Dombrowski     | États-Unis  | EF Education First-Drapac | + 29 s          |
| 5e | Damien Howson      | Australie   | Mitchelton-Scott          | + 30 s          |
| 6e | Daniel Martínez    | Colombie    | EF Education First-Drapac | + 33 s          |
| 7e | James Piccoli      | Canada      | Elevate-KHS Pro Cycling   | + 46 s          |
| 8e | Toms Skujiņš       | Lettonie    | Trek-Segafredo            | + 52 s          |
| 9e | Rob Britton        | Canada      | Rally Cycling             | + 52 s          |
| 10e | Alexander Cataford | Canada      | UnitedHealthcare          | + 53 s          |

### 4eétape
| \| Classement de l'étape \| Classement de l'étape \| Classement de l'étape \| Classement de l'étape \| Classement de l'étape \| \| Coureur \| Coureur \| Pays \| Équipe \| Temps \| \| --------------------- \| --------------------- \| --------------------- \| ----------------------- \| --------------------- \| \| 1er \| Travis McCabe \| États-Unis \| UnitedHealthcare \| 2 h 24 min 04 s \| \| 2e \| Tyler Magner \| États-Unis \| Rally Cycling \| + 0 s \| \| 3e \| Joseph Lewis \| Australie \| Holowesko Citadel \| + 0 s \| \| 4e \| Edwin Ávila \| Colombie \| Israel Cycling Academy \| + 0 s \| \| 5e \| Sam Bassetti \| États-Unis \| Elevate-KHS Pro Cycling \| + 0 s \| \| 6e \| Ulises Castillo \| Mexique \| Jelly Belly-Maxxis \| + 0 s \| \| 7e \| Sean Bennett \| États-Unis \| Hagens Berman Axeon \| + 0 s \| \| 8e \| Pascal Eenkhoorn \| Pays-Bas \| LottoNL-Jumbo \| + 0 s \| \| 9e \| Toms Skujiņš \| Lettonie \| Trek-Segafredo \| + 0 s \| \| 10e \| Michael Hernandez \| États-Unis \| Aevolo \| + 0 s \| |                   |            |                         |                 |
| |                   |            |                         |                 |
| Source : ProCyclingStats |                   |            |                         |                 |
| Classement de l'étape |                   |            |                         |                 |
| Coureur | Coureur           | Pays       | Équipe                  | Temps           |
| 1er | Travis McCabe     | États-Unis | UnitedHealthcare        | 2 h 24 min 04 s |
| 2e | Tyler Magner      | États-Unis | Rally Cycling           | + 0 s           |
| 3e | Joseph Lewis      | Australie  | Holowesko Citadel       | + 0 s           |
| 4e | Edwin Ávila       | Colombie   | Israel Cycling Academy  | + 0 s           |
| 5e | Sam Bassetti      | États-Unis | Elevate-KHS Pro Cycling | + 0 s           |
| 6e | Ulises Castillo   | Mexique    | Jelly Belly-Maxxis      | + 0 s           |
| 7e | Sean Bennett      | États-Unis | Hagens Berman Axeon     | + 0 s           |
| 8e | Pascal Eenkhoorn  | Pays-Bas   | LottoNL-Jumbo           | + 0 s           |
| 9e | Toms Skujiņš      | Lettonie   | Trek-Segafredo          | + 0 s           |
| 10e | Michael Hernandez | États-Unis | Aevolo                  | + 0 s           |

## Classements finals

### Classement général final
| \| Classement général \| Classement général \| Classement général \| Classement général \| Classement général \| \| Coureur \| Coureur \| Pays \| Équipe \| Temps \| \| ------------------ \| ------------------ \| ------------------ \| ------------------------- \| ------------------ \| \| 1er \| Gavin Mannion \| États-Unis \| UnitedHealthcare \| 9 h 05 min 37 s \| \| 2e \| Serghei Țvetcov \| Roumanie \| UnitedHealthcare \| + 15 s \| \| 3e \| Hugh Carthy \| Royaume-Uni \| EF Education First-Drapac \| + 22 s \| \| 4e \| Damien Howson \| Australie \| Mitchelton-Scott \| + 27 s \| \| 5e \| Joe Dombrowski \| États-Unis \| EF Education First-Drapac \| + 29 s \| \| 6e \| Daniel Martínez \| Colombie \| EF Education First-Drapac \| + 33 s \| \| 7e \| James Piccoli \| Canada \| Elevate-KHS Pro Cycling \| + 42 s \| \| 8e \| Toms Skujiņš \| Lettonie \| Trek-Segafredo \| + 52 s \| \| 9e \| Rob Britton \| Canada \| Rally Cycling \| + 52 s \| \| 10e \| Alexander Cataford \| Canada \| UnitedHealthcare \| + 53 s \| |                    |             |                           |                 |
| |                    |             |                           |                 |
| Source : ProCyclingStats |                    |             |                           |                 |
| Classement général |                    |             |                           |                 |
| Coureur | Coureur            | Pays        | Équipe                    | Temps           |
| 1er | Gavin Mannion      | États-Unis  | UnitedHealthcare          | 9 h 05 min 37 s |
| 2e | Serghei Țvetcov    | Roumanie    | UnitedHealthcare          | + 15 s          |
| 3e | Hugh Carthy        | Royaume-Uni | EF Education First-Drapac | + 22 s          |
| 4e | Damien Howson      | Australie   | Mitchelton-Scott          | + 27 s          |
| 5e | Joe Dombrowski     | États-Unis  | EF Education First-Drapac | + 29 s          |
| 6e | Daniel Martínez    | Colombie    | EF Education First-Drapac | + 33 s          |
| 7e | James Piccoli      | Canada      | Elevate-KHS Pro Cycling   | + 42 s          |
| 8e | Toms Skujiņš       | Lettonie    | Trek-Segafredo            | + 52 s          |
| 9e | Rob Britton        | Canada      | Rally Cycling             | + 52 s          |
| 10e | Alexander Cataford | Canada      | UnitedHealthcare          | + 53 s          |

### Classements annexes
| Classement par points | Classement par points | Classement par points | Classement par points  | Classement par points |
| Coureur               | Coureur               | Pays                  | Équipe                 | Points                |
| --------------------- | --------------------- | --------------------- | ---------------------- | --------------------- |
| 1er                   | Joseph Lewis          | Australie             | Holowesko Citadel      | 34 pts                |
| 2e                    | Travis McCabe         | États-Unis            | UnitedHealthcare       | 27 pts                |
| 3e                    | Gage Hecht            | États-Unis            | Aevolo                 | 24 pts                |
| 4e                    | Pascal Eenkhoorn      | Pays-Bas              | LottoNL-Jumbo          | 22 pts                |
| 5e                    | Edwin Ávila           | Colombie              | Israel Cycling Academy | 22 pts                |
| 6e                    | Tyler Magner          | États-Unis            | Rally Cycling          | 17 pts                |
| 7e                    | Gavin Mannion         | États-Unis            | UnitedHealthcare       | 10 pts                |
| 8e                    | Toms Skujiņš          | Lettonie              | Trek-Segafredo         | 8 pts                 |
| 9e                    | Serghei Țvetcov       | Roumanie              | UnitedHealthcare       | 7 pts                 |
| 10e                   | Damien Howson         | Australie             | Mitchelton-Scott       | 6 pts                 |

| Classement par points | Classement par points | Classement par points | Classement par points  | Classement par points |
| Coureur               | Coureur               | Pays                  | Équipe                 | Points                |
| --------------------- | --------------------- | --------------------- | ---------------------- | --------------------- |
| 1er                   | Joseph Lewis          | Australie             | Holowesko Citadel      | 34 pts                |
| 2e                    | Travis McCabe         | États-Unis            | UnitedHealthcare       | 27 pts                |
| 3e                    | Gage Hecht            | États-Unis            | Aevolo                 | 24 pts                |
| 4e                    | Pascal Eenkhoorn      | Pays-Bas              | LottoNL-Jumbo          | 22 pts                |
| 5e                    | Edwin Ávila           | Colombie              | Israel Cycling Academy | 22 pts                |
| 6e                    | Tyler Magner          | États-Unis            | Rally Cycling          | 17 pts                |
| 7e                    | Gavin Mannion         | États-Unis            | UnitedHealthcare       | 10 pts                |
| 8e                    | Toms Skujiņš          | Lettonie              | Trek-Segafredo         | 8 pts                 |
| 9e                    | Serghei Țvetcov       | Roumanie              | UnitedHealthcare       | 7 pts                 |
| 10e                   | Damien Howson         | Australie             | Mitchelton-Scott       | 6 pts                 |

| Classement de la montagne | Classement de la montagne | Classement de la montagne | Classement de la montagne | Classement de la montagne |
| Coureur                   | Coureur                   | Pays                      | Équipe                    | Points                    |
| ------------------------- | ------------------------- | ------------------------- | ------------------------- | ------------------------- |
| 1er                       | Hugh Carthy               | Royaume-Uni               | EF Education First-Drapac | 16 pts                    |
| 2e                        | Joe Dombrowski            | États-Unis                | EF Education First-Drapac | 16 pts                    |
| 3e                        | Daniel Martínez           | Colombie                  | EF Education First-Drapac | 15 pts                    |
| 4e                        | Damien Howson             | Australie                 | Mitchelton-Scott          | 15 pts                    |
| 5e                        | Keegan Swirbul            | États-Unis                | Jelly Belly-Maxxis        | 10 pts                    |
| 6e                        | Gage Hecht                | États-Unis                | Aevolo                    | 8 pts                     |
| 7e                        | Pascal Eenkhoorn          | Pays-Bas                  | LottoNL-Jumbo             | 7 pts                     |
| 8e                        | Alexander Cataford        | Canada                    | UnitedHealthcare          | 7 pts                     |
| 9e                        | Toms Skujiņš              | Lettonie                  | Trek-Segafredo            | 5 pts                     |
| 10e                       | Brayan Sánchez            | Colombie                  | Holowesko Citadel         | 5 pts                     |

| Classement de la montagne | Classement de la montagne | Classement de la montagne | Classement de la montagne | Classement de la montagne |
| Coureur                   | Coureur                   | Pays                      | Équipe                    | Points                    |
| ------------------------- | ------------------------- | ------------------------- | ------------------------- | ------------------------- |
| 1er                       | Hugh Carthy               | Royaume-Uni               | EF Education First-Drapac | 16 pts                    |
| 2e                        | Joe Dombrowski            | États-Unis                | EF Education First-Drapac | 16 pts                    |
| 3e                        | Daniel Martínez           | Colombie                  | EF Education First-Drapac | 15 pts                    |
| 4e                        | Damien Howson             | Australie                 | Mitchelton-Scott          | 15 pts                    |
| 5e                        | Keegan Swirbul            | États-Unis                | Jelly Belly-Maxxis        | 10 pts                    |
| 6e                        | Gage Hecht                | États-Unis                | Aevolo                    | 8 pts                     |
| 7e                        | Pascal Eenkhoorn          | Pays-Bas                  | LottoNL-Jumbo             | 7 pts                     |
| 8e                        | Alexander Cataford        | Canada                    | UnitedHealthcare          | 7 pts                     |
| 9e                        | Toms Skujiņš              | Lettonie                  | Trek-Segafredo            | 5 pts                     |
| 10e                       | Brayan Sánchez            | Colombie                  | Holowesko Citadel         | 5 pts                     |

| Classement du meilleur jeune | Classement du meilleur jeune | Classement du meilleur jeune | Classement du meilleur jeune | Classement du meilleur jeune |
| Coureur                      | Coureur                      | Pays                         | Équipe                       | Temps                        |
| ---------------------------- | ---------------------------- | ---------------------------- | ---------------------------- | ---------------------------- |
| 1er                          | Daniel Martínez              | Colombie                     | EF Education First-Drapac    | 9 h 06 min 10 s              |
| 2e                           | Jack Burke                   | Canada                       | Jelly Belly-Maxxis           | + 30 s                       |
| 3e                           | Luis Villalobos              | Mexique                      | Aevolo                       | + 37 s                       |
| 4e                           | Gage Hecht                   | États-Unis                   | Aevolo                       | + 39 s                       |
| 5e                           | Niklas Eg                    | Danemark                     | Trek-Segafredo               | + 41 s                       |
| 6e                           | Robert Power                 | Australie                    | Mitchelton-Scott             | + 50 s                       |
| 7e                           | Neilson Powless              | États-Unis                   | LottoNL-Jumbo                | + 55 s                       |
| 8e                           | Matteo Jorgenson             | États-Unis                   | Jelly Belly-Maxxis           | + 1 min 05 s                 |
| 9e                           | Sean Bennett                 | États-Unis                   | Hagens Berman Axeon          | + 1 min 29 s                 |
| 10e                          | Jan Maas                     | Pays-Bas                     | LottoNL-Jumbo                | + 1 min 49 s                 |

| Classement du meilleur jeune | Classement du meilleur jeune | Classement du meilleur jeune | Classement du meilleur jeune | Classement du meilleur jeune |
| Coureur                      | Coureur                      | Pays                         | Équipe                       | Temps                        |
| ---------------------------- | ---------------------------- | ---------------------------- | ---------------------------- | ---------------------------- |
| 1er                          | Daniel Martínez              | Colombie                     | EF Education First-Drapac    | 9 h 06 min 10 s              |
| 2e                           | Jack Burke                   | Canada                       | Jelly Belly-Maxxis           | + 30 s                       |
| 3e                           | Luis Villalobos              | Mexique                      | Aevolo                       | + 37 s                       |
| 4e                           | Gage Hecht                   | États-Unis                   | Aevolo                       | + 39 s                       |
| 5e                           | Niklas Eg                    | Danemark                     | Trek-Segafredo               | + 41 s                       |
| 6e                           | Robert Power                 | Australie                    | Mitchelton-Scott             | + 50 s                       |
| 7e                           | Neilson Powless              | États-Unis                   | LottoNL-Jumbo                | + 55 s                       |
| 8e                           | Matteo Jorgenson             | États-Unis                   | Jelly Belly-Maxxis           | + 1 min 05 s                 |
| 9e                           | Sean Bennett                 | États-Unis                   | Hagens Berman Axeon          | + 1 min 29 s                 |
| 10e                          | Jan Maas                     | Pays-Bas                     | LottoNL-Jumbo                | + 1 min 49 s                 |

| Classement par équipes | Classement par équipes                   | Classement par équipes | Classement par équipes |
| Équipe                 | Équipe                                   | Pays                   | Temps                  |
| ---------------------- | ---------------------------------------- | ---------------------- | ---------------------- |
| 1re                    | UnitedHealthcare                         | États-Unis             | 27 h 18 min 07 s       |
| 2e                     | EF Education First-Drapac p/b Cannondale | États-Unis             | + 11 s                 |
| 3e                     | Jelly Belly p/b Maxxis                   | États-Unis             | + 2 min 36 s           |
| 4e                     | Trek-Segafredo                           | États-Unis             | + 3 min 17 s           |
| 5e                     | Lotto NL-Jumbo                           | Pays-Bas               | + 3 min 29 s           |
| 6e                     | Rally Cycling                            | États-Unis             | + 3 min 29 s           |
| 7e                     | Holowesko-Citadel                        | États-Unis             | + 3 min 44 s           |
| 8e                     | Aevolo                                   | États-Unis             | + 4 min 01 s           |
| 9e                     | Mitchelton-Scott                         | Australie              | + 4 min 03 s           |
| 10e                    | Hagens Berman Axeon                      | États-Unis             | + 8 min 35 s           |

| Classement par équipes | Classement par équipes                   | Classement par équipes | Classement par équipes |
| Équipe                 | Équipe                                   | Pays                   | Temps                  |
| ---------------------- | ---------------------------------------- | ---------------------- | ---------------------- |
| 1re                    | UnitedHealthcare                         | États-Unis             | 27 h 18 min 07 s       |
| 2e                     | EF Education First-Drapac p/b Cannondale | États-Unis             | + 11 s                 |
| 3e                     | Jelly Belly p/b Maxxis                   | États-Unis             | + 2 min 36 s           |
| 4e                     | Trek-Segafredo                           | États-Unis             | + 3 min 17 s           |
| 5e                     | Lotto NL-Jumbo                           | Pays-Bas               | + 3 min 29 s           |
| 6e                     | Rally Cycling                            | États-Unis             | + 3 min 29 s           |
| 7e                     | Holowesko-Citadel                        | États-Unis             | + 3 min 44 s           |
| 8e                     | Aevolo                                   | États-Unis             | + 4 min 01 s           |
| 9e                     | Mitchelton-Scott                         | Australie              | + 4 min 03 s           |
| 10e                    | Hagens Berman Axeon                      | États-Unis             | + 8 min 35 s           |

## Classements UCI
La course attribue le même nombre de points pour l'UCI America Tour 2018 et le Classement mondial UCI (pour tous les coureurs).
| Position           | 1er | 2e  | 3e  | 4e  | 5e | 6e | 7e | 8e | 9e | 10e | 11e | 12e | 13e | 14e | 15e | 16e à 30e | 31e à 40e |
| Classement général | 200 | 150 | 125 | 100 | 85 | 70 | 60 | 50 | 40 | 35  | 30  | 25  | 20  | 15  | 10  | 5         | 3         |
| Par étape          | 20  | 10  | 5   |     |    |    |    |    |    |     |     |     |     |     |     |           |           |
| Leader, par étape  | 5   |     |     |     |    |    |    |    |    |     |     |     |     |     |     |           |           |

| Points attribués | Points attribués | Points attribués | Points attribués | Points attribués | Points attribués | Points attribués |
| Pos              | Coureur          | Équipe           | Général          | Étape            | Leader           | Total            |
| ---------------- | ---------------- | ---------------- | ---------------- | ---------------- | ---------------- | ---------------- |
| 1.º              | Pays inconnu     |                  |                  |                  |                  |                  |
| 2.º              | Pays inconnu     |                  |                  |                  |                  |                  |
| 3.º              | Pays inconnu     |                  |                  |                  |                  |                  |
| 4.º              | Pays inconnu     |                  |                  |                  |                  |                  |
| 5.º              | Pays inconnu     |                  |                  |                  |                  |                  |
| 6.º              | Pays inconnu     |                  |                  |                  |                  |                  |
| 7.º              | Pays inconnu     |                  |                  |                  |                  |                  |
| 8.º              | Pays inconnu     |                  |                  |                  |                  |                  |
| 9.º              | Pays inconnu     |                  |                  |                  |                  |                  |
| 10.º             | Pays inconnu     |                  |                  |                  |                  |                  |

## Évolution des classements
| Étape              | Vainqueur  | Classement général | Classement par points | Classement de la montagne 25px | Classement du meilleur jeune | Prix de la combativité | Meilleur coureur du Colorado | Classement par équipes |
| ------------------ | ---------- | ------------------ | --------------------- | ------------------------------ | ---------------------------- | ---------------------- | ---------------------------- | ---------------------- |
| 1                  | Gage Hecht | Gage Hecht         | Gage Hecht            | Gage Hecht                     | Gage Hecht                   |                        |                              | Aevolo                 |
| 2                  |            |                    |                       |                                |                              |                        |                              |                        |
| 3                  |            |                    |                       |                                |                              |                        |                              |                        |
| 4                  |            |                    |                       |                                |                              |                        |                              |                        |
| Classements finals |            |                    |                       |                                |                              |                        |                              |                        |